# Prefettura di Ombella-M'Poko
La prefettura di Ombella-M'Poko è una delle quattordici prefetture della Repubblica Centrafricana. Si trova nel centro-sud del paese, alla frontiera con la Repubblica Democratica del Congo. La sua capitale è Bimbo. 